# جوناثان سميث غرين
جوناثان سميث غرين (بالإنجليزية: Jonathan Smith Green)‏ هو مبشر أمريكي، ولد في 29 سبتمبر 1796 في لبانون في الولايات المتحدة، وتوفي في 5 يناير 1878 في Makawao, Hawaii ‏ في الولايات المتحدة.